# Corrèze (département)
Pour les articles homonymes, voir Corrèze.
La Corrèze (prononciation : /kɔ.ʁɛz/) est un département du Centre-Ouest de la France dans la région Nouvelle-Aquitaine, qui tire son nom de la rivière qui le traverse. La préfecture est Tulle bien que Brive-la-Gaillarde soit sa ville la plus peuplée.
L'Insee et La Poste lui attribuent le code 19. Ses habitants sont appelés les Corréziens.

## Géographie
Le département est formé de la plus grande partie du Bas-Limousin et doit son nom à la rivière Corrèze qui en arrose le centre, y a son cours tout entier et en baigne les deux villes principales : Tulle et Brive.

### Localisation
Le département appartient administrativement à la région Nouvelle-Aquitaine, depuis 2015. Il est limitrophe, au nord, des départements de la Haute-Vienne et de la Creuse, à l'est, des départements du Puy-de-Dôme et du Cantal, au sud de celui du Lot et, enfin, à l'ouest de celui de la Dordogne.
| Haute-Vienne | Creuse  | Puy-de-Dôme |
| Dordogne     | Corrèze | Cantal      |
|              | Lot     | Cantal      |

### Géologie et relief
| Tulle Brive-la-Gaillarde Ussel Bort-les-Orgues Meymac Neuvic Égletons Allassac Objat Argentat-sur-Dordogne Treignac Collonges-la-Rouge Uzerche |

Située à l'ouest du Massif central, la Corrèze se compose de trois ensembles : la montagne, les plateaux et le bassin de Brive.
La montagne corrézienne culmine à 977 m au mont Bessou, à Meymac, en bordure du plateau de Millevaches. Formation cristalline d'époque hercynienne, elle est assez érodée. À proximité, le mont Audouze s'élève à 953 m.
Au sud-ouest du plateau de Millevaches se situe le massif des Monédières dont le plus haut sommet, le puy de la Monédière, culmine à 922 m.
À l'ouest, le plateau du Limousin s'étend sur les départements de la Haute-Vienne et de la Dordogne.
Les plateaux sont creusés par des vallées encaissées qui se dirigent vers la Dordogne, revivifiant le relief comme aux cascades de Gimel.
Au sud-ouest de la Corrèze, le bassin sédimentaire de Brive-la-Gaillarde jouit d'un climat plus favorable. On y trouve des formations de grès comme à Collonges-la-Rouge.
Du charbon a été exploité dans des mines à Cublac, Yssandon, Varetz, Saint-Pantaléon, Maussac, Le Lardin, Lapleau et Argentat-sur-Dordogne entre 1769 et 1921.

Paysages de Corrèze
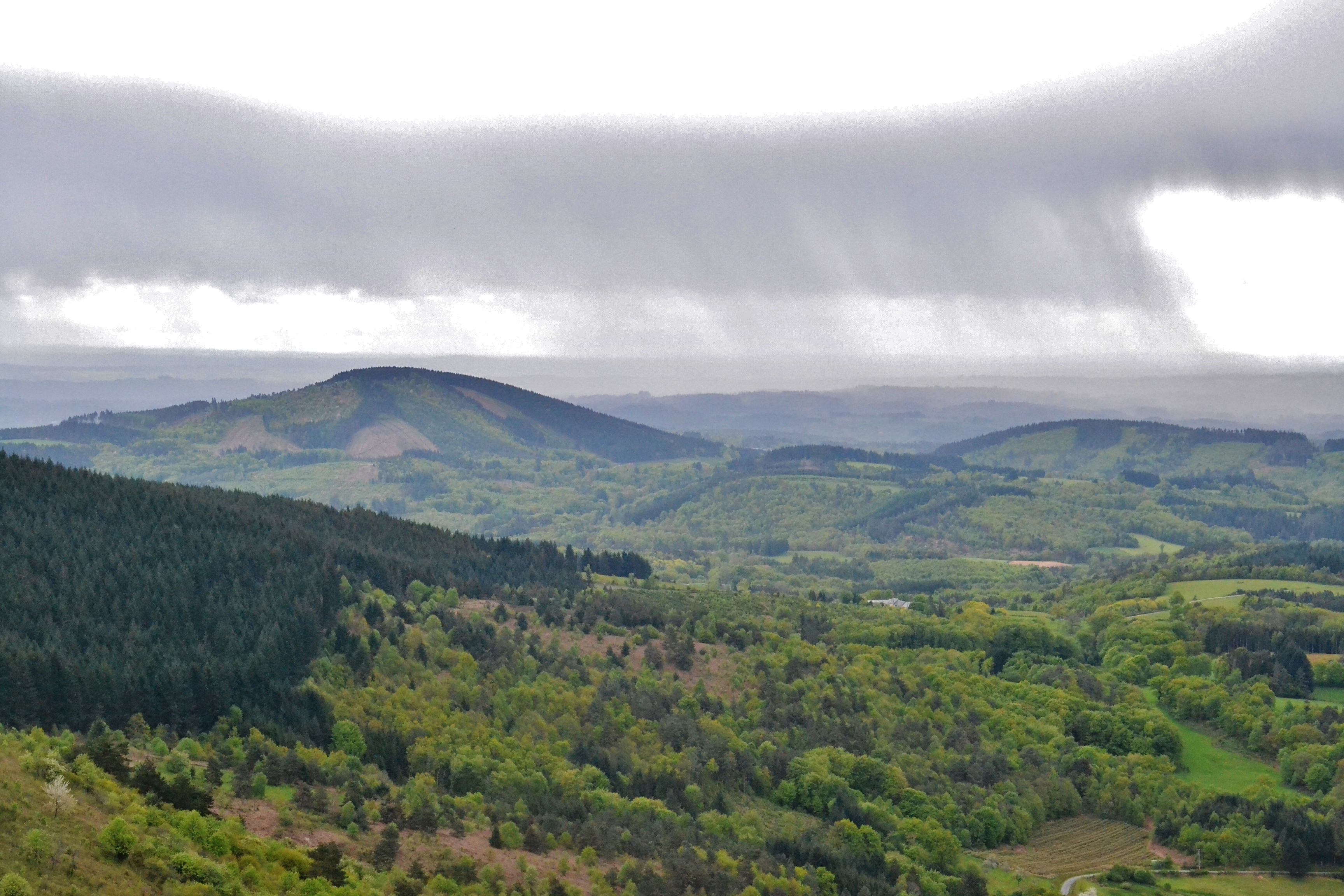
Le sud des Monédières vers Chaumeil, dans le centre-nord.
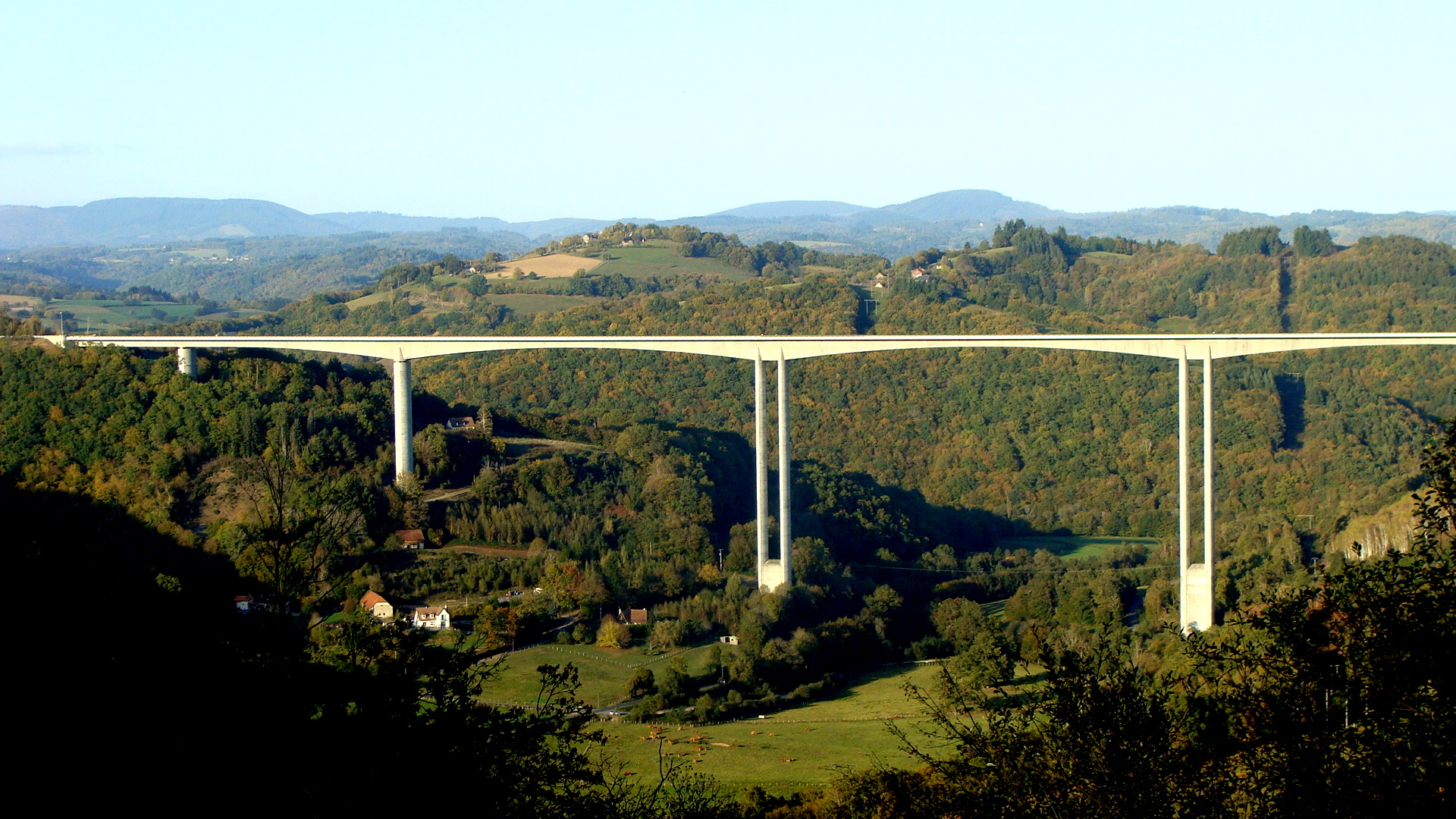
Viaduc du Pays de Tulle près de Naves, dans le centre.
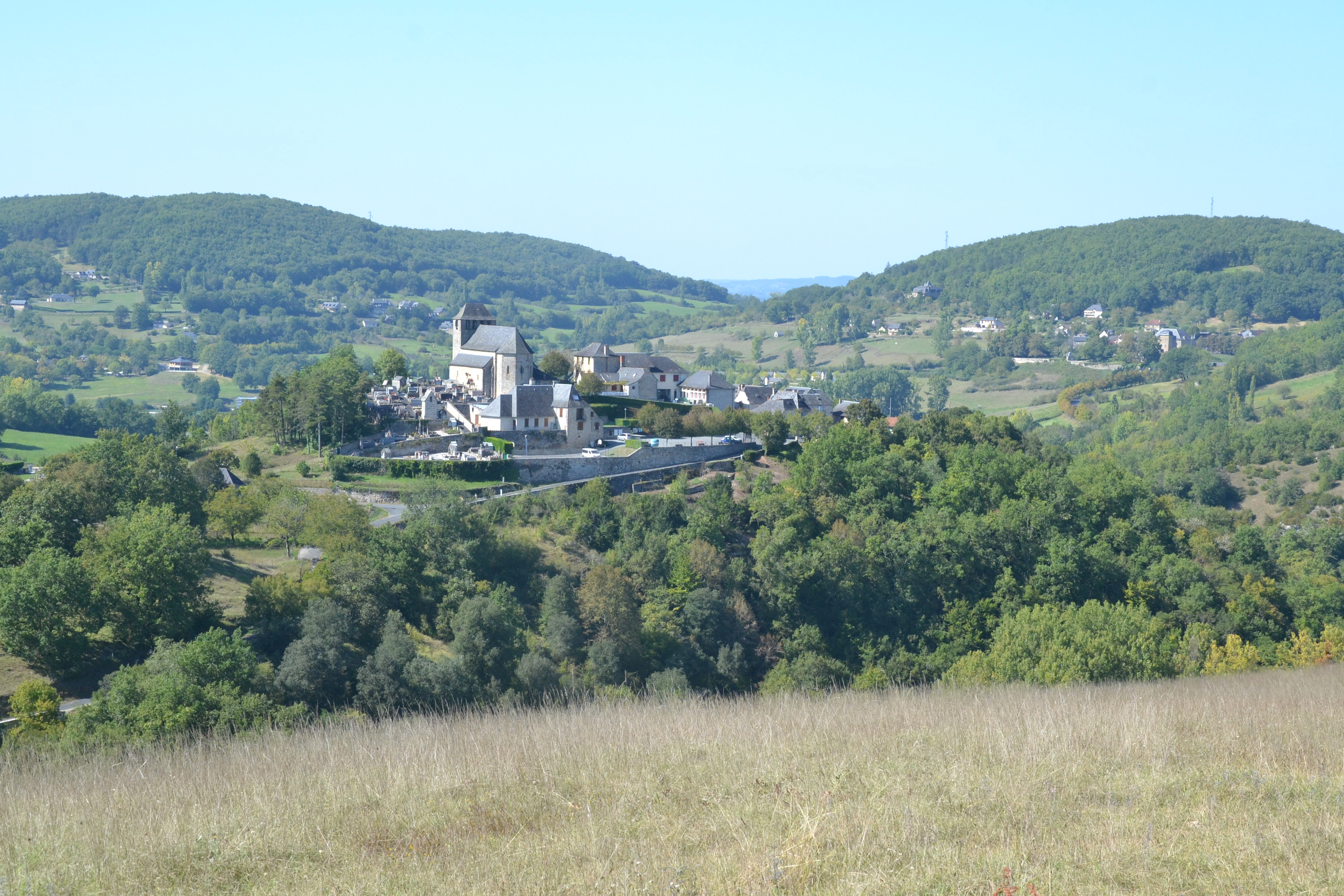
Chasteaux, dans le sud-ouest.
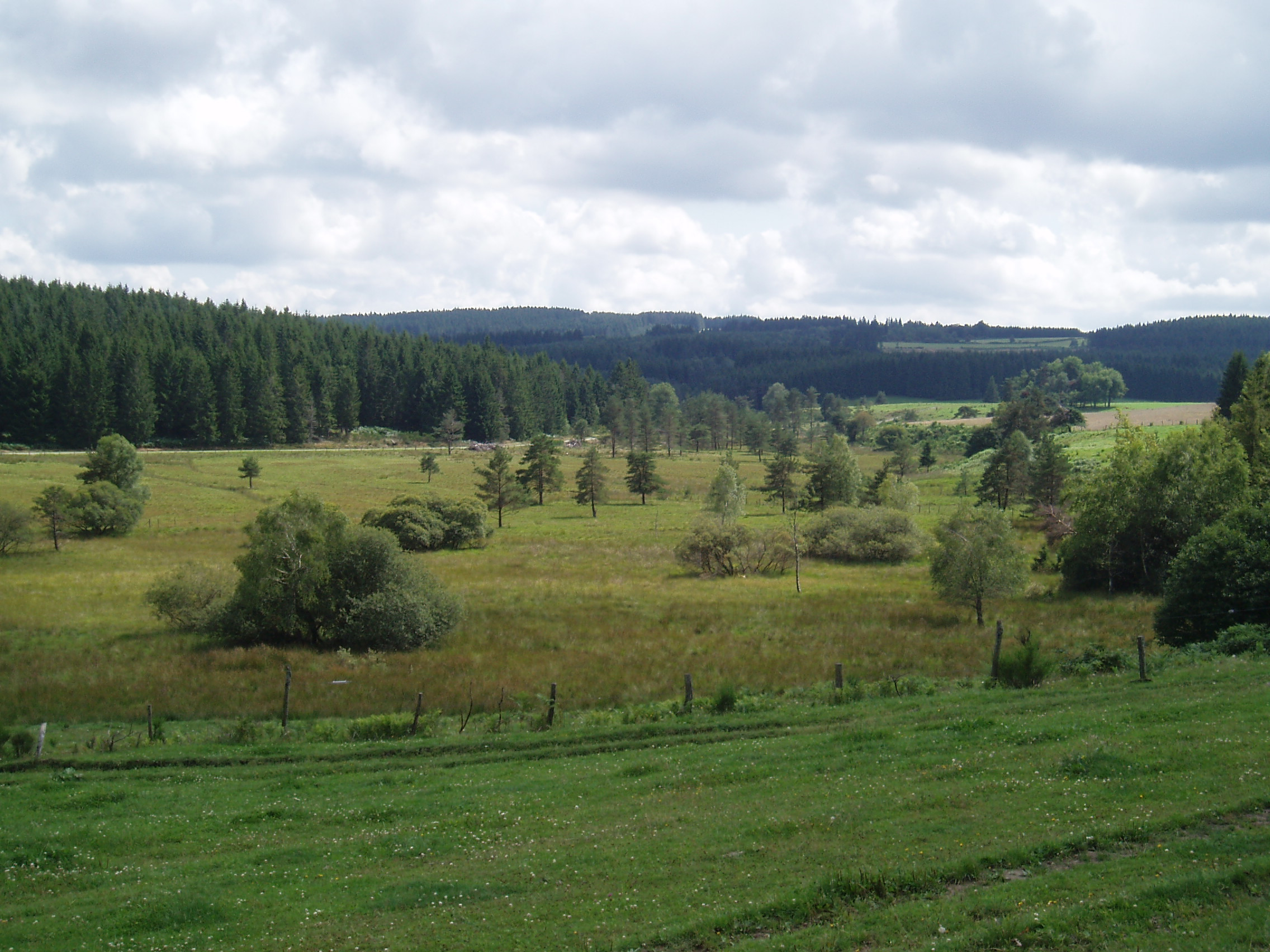
La tourbière du Longéroux sur le plateau de Millevaches, dans le nord-est.

### Hydrographie

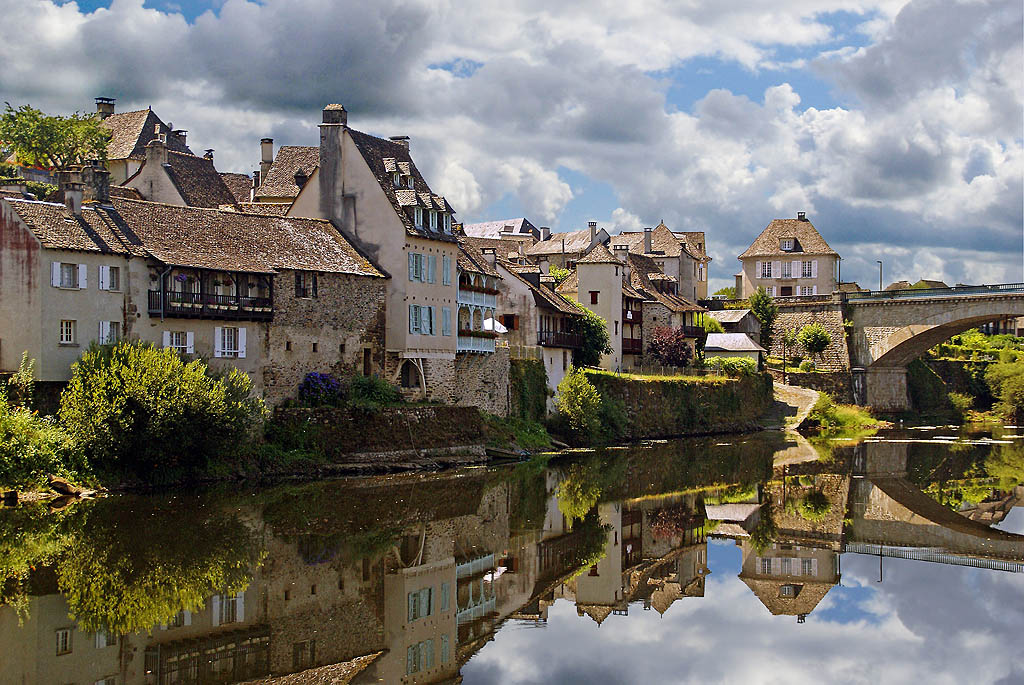
La Dordogne à Argentat-sur-Dordogne.

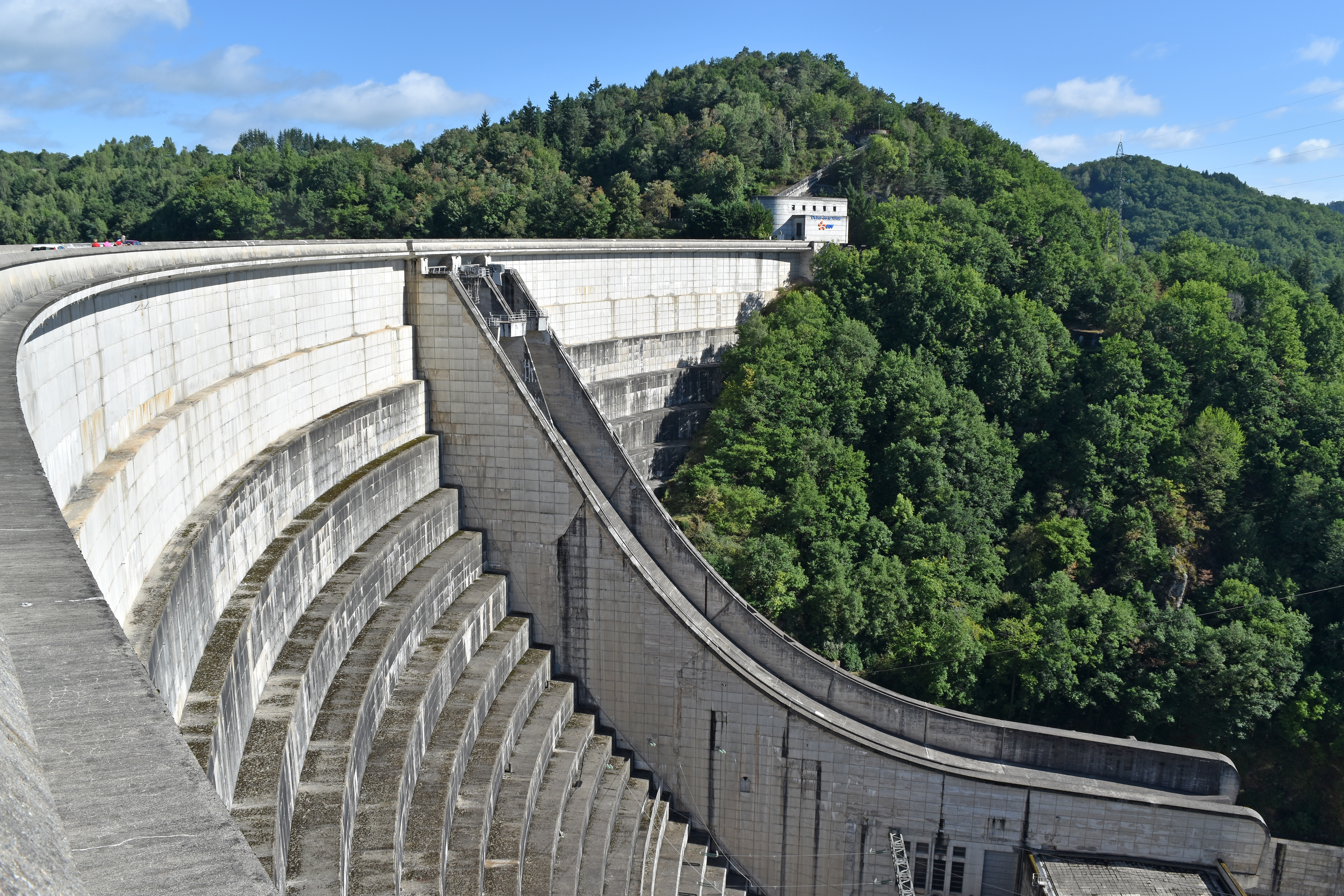
Barrage de Bort-les-Orgues.

Le département est parcouru par de nombreux cours d'eau, la plupart prenant leur source au plateau de Millevaches comme la Vienne, la Vézère et la Corrèze, parmi les plus importants, mais également le Chavanon, la Rue, la Diège, la Triouzoune, l'Artaude, la Luzège, la Sombre, la Glane, le Doustre, la Souvigne, la Maronne, la Ménoire, la Soudaine, le Ganaveix, le Bradascou, le Brézou, la Loyre, la Couze, la Logne, la Loyre, la Montane, la Roanne, le Maumont, et bien d'autres cours d'eau.
La Dordogne, traverse le département mais n'y prend pas sa source.
La Corrèze comporte également de nombreux ouvrages hydroélectriques dont les principaux sont :
- sur la Diège, le barrage des Chaumettes ;
- sur la Dordogne, les barrages de l'Aigle, de Bort-les-Orgues, de Marèges, du Chastang et d'Argentat ;
- sur le Doustre, le barrage de la Valette ;
- sur la Vézère, les barrages de Monceaux la Virolle, de Treignac et du Saillant.

### Climat
Département de transition entre l'Aquitaine et le Massif central, la Corrèze voit son altitude s'élever graduellement du bassin de Brive au plateau de Millevaches, véritable château d'eau de la façade atlantique. Ce relief explique la très grande variété des climats corréziens.

## Dénomination
En limousin, le département était appelé « Courézo » ou « Courèjo », prononciation phonétique reprise en graphie mistralienne mais qui s'écrit Corresa en graphie classique. En auvergnat, autrefois parlé autour d'Ussel, son nom s'écrit Courezà en écriture auvergnate unifiée.
Le département de la Corrèze doit son nom à une rivière, la Corrèze, qui n'est pas la plus longue de son territoire, mais qui traverse la partie centrale en baignant les deux principales villes : Tulle et Brive-la-Gaillarde.

## Histoire

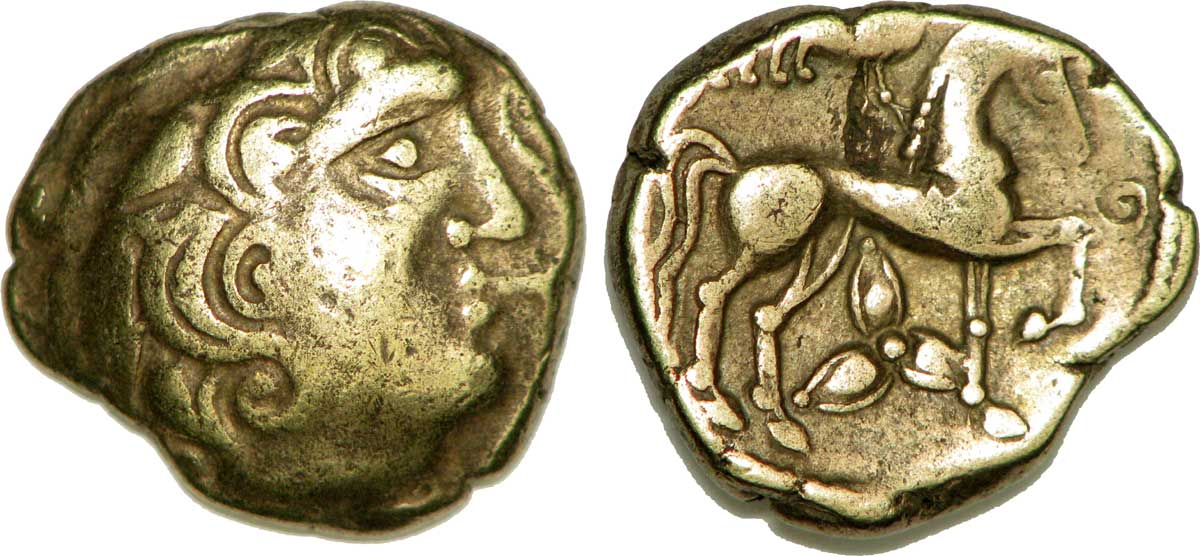
Statère à la grue frappé par les Lemovices.

Le territoire de la Corrèze fut jadis habité, comme le reste du Limousin, par les Lemovices, peuple gaulois qu'Auguste incorpora dans l'Aquitaine Première.
Le département a été formé à la Révolution française, le 4 mars 1790, en application de la loi du 22 décembre 1789, à partir de la plus grande partie du « bas-Limousin », une portion de la province du Limousin.

Carte de la Corrèze (1790)

Au 1er janvier 2016 la région Limousin, à laquelle appartenait le département, fusionne avec les régions Aquitaine et Poitou-Charentes pour devenir la région administrative Nouvelle-Aquitaine.

### Héraldique
| Blason | Blasonnement : Écartelé, en 1 d'or aux deux lions léopardés de gueules, en 2 échiqueté de gueules et d'or de six tires, en 3 coticé d'or et de gueules de dix pièces, et en 4 d'or aux trois lionceaux d'azur armés et lampassés de gueules. Commentaires : Ce blason, créé en 1975, regroupe les armes des quatre vicomtés qui, depuis 1040, se partageaient le territoire du Bas Limousin devenu en 1790 le département de la Corrèze, à savoir, dans l'ordre des quartiers : Comborn, Ventadour, Turenne et Ségur. |

## Politique et administration
Région gagnée rapidement aux idées républicaines, marquée par la Résistance et les luttes ouvrières, la Corrèze a eu une tradition de gauche. Elle est, de ce point de vue, comme les autres départements de la région Limousin, une terre d'ancienne influence socialiste. Pour autant, dans le cadre de l'action de Jacques Chirac et de Jean Charbonnel, Corréziens d'origine dépêchés sur place par le gouvernement gaulliste en 1967, la droite a acquis de fortes positions dans ce département pendant une quarantaine d'années.
Un réseau d'élus locaux de droite s'est progressivement constitué pour conquérir la plupart des villes, puis la présidence du conseil général. Ceci a pris place dans un cadre marqué par une intervention publique de plus en plus forte, largement motivée par l'action de Jacques Chirac au plus haut niveau de l'État.
Cependant, les années qui suivent le départ de Jacques Chirac de la présidence de la République dénotent une remontée de la gauche. Aux élections du 16 mars 2008, elle interrompt la longue parenthèse de la domination chiraquienne sur le département en remportant les trois cantons qui lui manquaient pour faire basculer à gauche le conseil général (Sornac, Vigeois et Tulle-Campagne-Sud). Les municipales, dont le deuxième tour a lieu le même jour, voient François Hollande être largement réélu à Tulle, la socialiste Martine Leclerc remporter la mairie d'Ussel dès le premier tour et Philippe Nauche ravir le fauteuil de Bernard Murat à Brive-la-Gaillarde.
À la rentrée 2008, cette nouvelle domination de la gauche socialiste se confirme avec l'élection de Bernadette Bourzai et René Teulade aux deux postes de sénateurs laissés vacants par les deux sortants radicaux et UMP. Le 6 mai 2012, François Hollande, président du conseil général, est élu président de la République française.
En 2014, c'est la fin de la domination socialiste sur le département. La gauche perd une grande partie de son terrain, la droite lui reconquiert de nombreux fiefs (Brive-la-Gaillarde, Ussel, Malemort-sur-Corrèze, Argentat-sur-Dordogne, Beaulieu-sur-Dordogne, Arnac-Pompadour, Voutezac…) et remporte les deux sièges de sénateurs avec l'élection de Daniel Chasseing et Claude Nougein. En 2015, la gauche perd également le conseil départemental mais conserve les villes de Tulle, Ussac, Uzerche et Bort-les-Orgues.
Lors des élections législatives de 2017, la gauche perd ses deux députés. La droite, quant à elle, gagne une députée pour la 2e circonscription avec l’élection de Frédérique Meunier. Le parti centriste d'Emmanuel Macron, La République en marche, gagne un député pour la 1re circonscription, avec l'élection de Christophe Jerretie.
Voir aussi :
- Liste des députés de la Corrèze
- Liste des sénateurs de la Corrèze
- Liste des conseillers départementaux de la Corrèze
- Liste des préfets de la Corrèze

Les personnalités exerçant une fonction élective dont le mandat est en cours et en lien direct avec le territoire du département de la Corrèze sont les suivantes :
| Élection                                   | Territoire                             | Titre                              | Nom                | Tendance politique | Tendance politique | Début de mandat  | Fin de mandat |
| ------------------------------------------ | -------------------------------------- | ---------------------------------- | ------------------ | ------------------ | ------------------ | ---------------- | ------------- |
| Départementales                            | Conseil départemental de la Corrèze    | Président du conseil départemental | Pascal Coste       | LR                 |                    | 2 avril 2015     | 2028          |
| Législatives                               | Première circonscription de la Corrèze | Député                             | François Hollande  | PS                 |                    | 7 juillet 2024   | 2029          |
| Législatives                               | Deuxième circonscription de la Corrèze | Députée                            | Frédérique Meunier | LR                 |                    | 22 juin 2022     | 2029          |
| Sénatoriales (suffrage universel indirect) | Département de la Corrèze              | Sénateur                           | Daniel Chasseing   | PR                 |                    | 1er octobre 2014 | 2026          |
| Sénatoriales (suffrage universel indirect) | Département de la Corrèze              | Sénateur                           | Claude Nougein     | LR                 |                    | 1er octobre 2014 | 2026          |
| Régionales                                 | Nouvelle-Aquitaine                     | Président du conseil régional      | Alain Rousset      | PS                 |                    | 1er janvier 2016 | 2028          |
| Présidentielle                             | France                                 | Président de la République         | Emmanuel Macron    | LREM               |                    | 14 mai 2017      | 2027          |

### Conseil départemental
| Conseil départemental de la Corrèze (2021-2028) | Conseil départemental de la Corrèze (2021-2028) | Conseil départemental de la Corrèze (2021-2028) | Conseil départemental de la Corrèze (2021-2028) | Conseil départemental de la Corrèze (2021-2028) | Conseil départemental de la Corrèze (2021-2028) |
| Parti                                           | Sigle                                           | Sigle                                           | Élus                                            | Groupes                                         | Président                                       |
| ----------------------------------------------- | ----------------------------------------------- | ----------------------------------------------- | ----------------------------------------------- | ----------------------------------------------- | ----------------------------------------------- |
| Majorité (28 sièges)                            |                                                 |                                                 |                                                 |                                                 |                                                 |
| Les Républicains                                |                                                 | LR                                              | 19                                              | Corrèze demain                                  | Christophe Arfeuillère (LR)                     |
| Divers droite                                   |                                                 | DVD                                             | 6                                               | Corrèze demain                                  | Christophe Arfeuillère (LR)                     |
| Union des démocrates et indépendants            |                                                 | UDI                                             | 1                                               | Corrèze demain                                  | Christophe Arfeuillère (LR)                     |
| La République en marche                         |                                                 | LREM                                            | 1                                               | Corrèze demain                                  | Christophe Arfeuillère (LR)                     |
| Mouvement démocrate                             |                                                 | MoDem                                           | 1                                               | Corrèze demain                                  | Christophe Arfeuillère (LR)                     |
| Oppositions (10 sièges)                         |                                                 |                                                 |                                                 |                                                 |                                                 |
| Divers gauche                                   |                                                 | DVG                                             | 7                                               | Corrèze à gauche                                | Bernard Combes (DVG)                            |
| Parti socialiste                                |                                                 | PS                                              | 3                                               | Corrèze à gauche                                | Bernard Combes (DVG)                            |
| Président du conseil départemental              |                                                 |                                                 |                                                 |                                                 |                                                 |
| Pascal Coste (LR)                               |                                                 |                                                 |                                                 |                                                 |                                                 |

## Transports
Le réseau routier et ferroviaire du département est centré sur Brive-la-Gaillarde, où se croisent les autoroutes A20 et A89 et plusieurs lignes de chemins de fer, dont la ligne des Aubrais - Orléans à Montauban-Ville-Bourbon, dite « POLT ».

## Enseignement

### Lycées

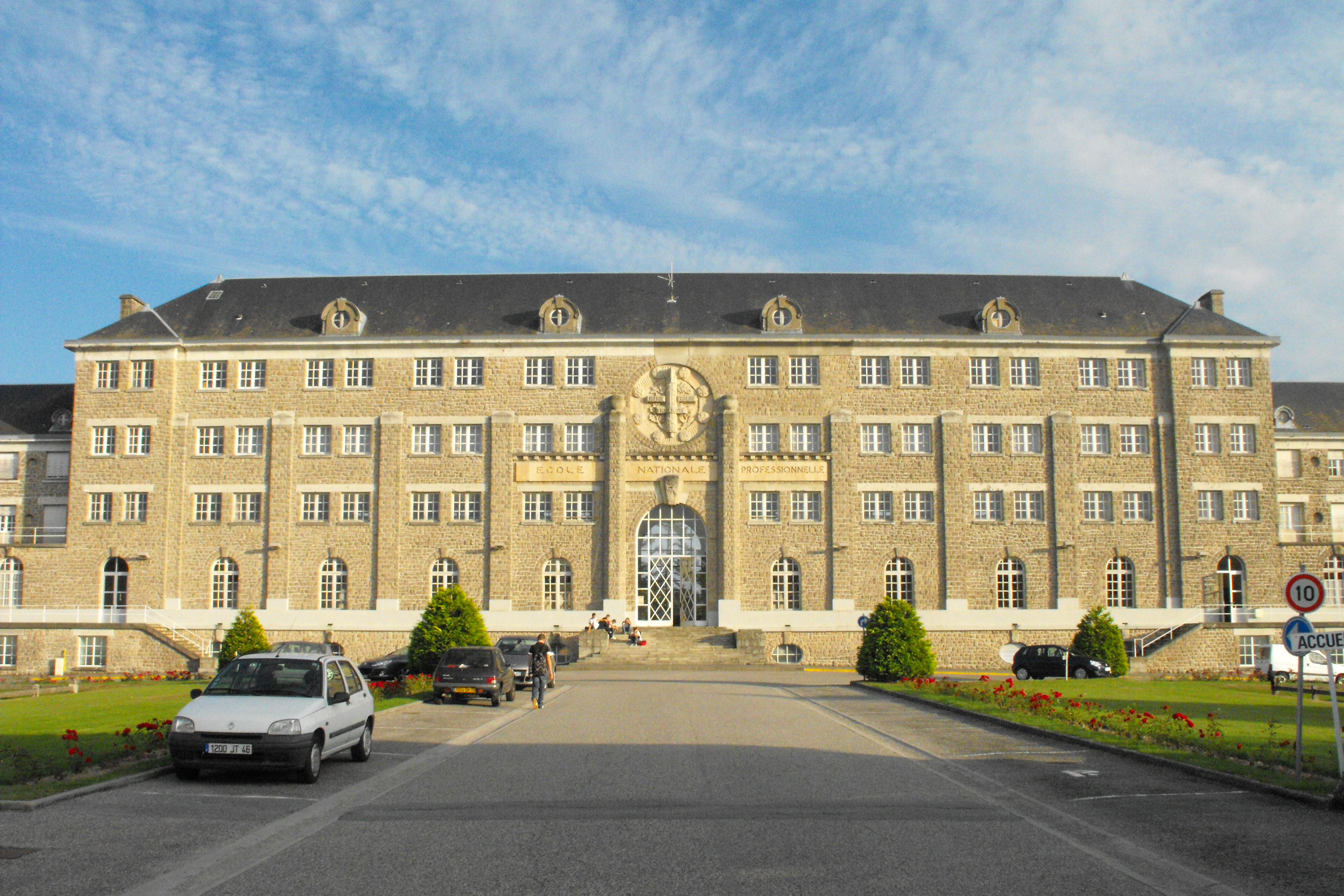
Lycée Pierre-Caraminot à Égletons.

Le lycée Pierre-Caraminot à Égletons est l'un des plus connus de la Corrèze, il offre des prestigieuses formations dans les travaux publics, le génie civil et la maintenance industrielle. En 2017, le lycée se classe 2e sur 9 au niveau départemental quant à la qualité d'enseignement, et 552e au niveau national. Mais en 2018, il se classe 8e sur 9 au niveau départemental quant à la qualité d'enseignement, et 1985e sur 2277 au niveau national.
Le lycée Edmond-Perrier à Tulle est l'un des plus grands lycées du département ; plusieurs personnalités y ont étudié comme Henri Queuille, Éric Rohmer, Benoît Mandelbrot ou Marie-Anne Montchamp.
Le lycée privé Marguerite-Bahuet à Brive-la-Gaillarde est le lycée qui possède le plus haut taux de réussite au baccalauréat en 2018 et se classe en 1re position au niveau départemental, quant à la qualité d'enseignement, et 173e au niveau national.
Dans le département il y a environ 24 lycées dont :
- Lycée d'Arsonval (Brive-la-Gaillarde)
- Lycée Simone Veil (Brive-la-Gaillarde)
- Lycée Georges-Cabanis (Brive-la-Gaillarde)
- Lycée Bossuet (Brive-la-Gaillarde)
- Lycée Pierre-Caraminot (Égletons)
- Lycée agricole Edgard Pisani (Naves)
- Lycée Edmond-Perrier (Tulle)
- Lycée professionnel René-Cassin (Tulle)
- Lycée Bernart-de-Ventadour (Ussel)
- Lycée Henri Queuille (Neuvic)
- Lycée agricole Henri Bassaler (Voutezac)

### Collèges
Dans le département on y compte 25 collèges publics et 5 collèges privés fréquentés par plus de 9 000 collégiens.
- Collège Mathilde-Marthe-Faucher (Allassac)
- Collège Simone-Veil (Argentat-sur-Dordogne)
- Collège Jeanne-d’Arc (Argentat-sur-Dordogne) - Privé
- Collège Jacqueline-Soulange (Beaulieu-sur-Dordogne)
- Collège Amédée-Bish (Beynat)
- Collège Marmontel (Bort-les-Orgues)
- Collège Bossuet (Brive-la-Gaillarde) - Privé
- Collège d'Arsonval (Brive-la-Gaillarde)
- Collège Georges-Cabanis (Brive-la-Gaillarde)
- Collège Jean-Lurçat (Brive-la-Gaillarde)
- Collège Jean-Moulin (Brive-la-Gaillarde)
- Collège La Salle (Brive-la-Gaillarde) - Privé
- Collège Notre-Dame Jeanne-d'Arc (Brive-la-Gaillarde) - Privé
- Collège Maurice-Rollinat (Brive-la-Gaillarde)
- Collège Bernadette-Chirac (Corrèze)
- Collège Albert-Thomas (Égletons)
- Collège Anna-de-Noailles (Larche)
- Collège André-Fargeas (Lubersac)
- Collège René Perrot (Merlines)
- Collège Jacques-Chirac (Meymac)
- Collège Léon-Dautrement (Meyssac)
- Collège de la Triouzoune (Neuvic)
- Collège Eugène-Freyssinet (Objat)
- Collège Armande Baudry (Seilhac)
- Collège Lakanal (Treignac)
- Collège Georges-Clemenceau (Tulle)
- Collège Victor-Hugo (Tulle)
- Collège Voltaire (Ussel)
- Collège Notre-Dame-de-la-Providence (Ussel) - Privé
- Collège Gaucelm-Faidit (Uzerche)

#### L'opération Ordicollège
Le conseil général de la Corrèze a fait le choix, en 2008, de doter les collégiens du département d’un iPad dans le but de favoriser les apprentissages et la réussite scolaire, en particulier pour les élèves en difficulté, et pour réduire la fracture numérique. Cette action a été engagée en collaboration avec l'Éducation nationale (rectorat, inspection d’académie, CDDP, IUFM, chefs d’établissements, enseignants). Cette opération prend fin en 2015.

## Démographie

### Évolution démographique
Les habitants de la Corrèze sont les Corréziens.

En 2022, le département comptait 240 120 habitants, en évolution de −0,59 % par rapport à 2016 (France hors Mayotte : +2,11 %).
| 1791    | 1801    | 1806    | 1821    | 1826    | 1831    | 1836    | 1841    | 1846    |
| ------- | ------- | ------- | ------- | ------- | ------- | ------- | ------- | ------- |
| 269 767 | 243 654 | 254 233 | 273 418 | 284 882 | 294 834 | 302 433 | 306 480 | 317 569 |

| 1851    | 1856    | 1861    | 1866    | 1872    | 1876    | 1881    | 1886    | 1891    |
| ------- | ------- | ------- | ------- | ------- | ------- | ------- | ------- | ------- |
| 320 864 | 314 982 | 310 118 | 310 843 | 302 746 | 311 525 | 317 066 | 326 494 | 328 151 |

| 1896    | 1901    | 1906    | 1911    | 1921    | 1926    | 1931    | 1936    | 1946    |
| ------- | ------- | ------- | ------- | ------- | ------- | ------- | ------- | ------- |
| 322 393 | 318 422 | 317 430 | 309 673 | 273 808 | 269 289 | 264 129 | 262 743 | 254 574 |

| 1954    | 1962    | 1968    | 1975    | 1982    | 1990    | 1999    | 2006    | 2011    |
| ------- | ------- | ------- | ------- | ------- | ------- | ------- | ------- | ------- |
| 242 798 | 237 926 | 237 858 | 240 363 | 241 448 | 237 908 | 232 576 | 240 363 | 242 454 |

| 2016    | 2021    | 2022    | - | - | - | - | - | - |
| ------- | ------- | ------- | - | - | - | - | - | - |
| 241 535 | 239 784 | 240 120 | - | - | - | - | - | - |

Avec trois villes principales : Brive-la-Gaillarde (sous-préfecture de 46 769 hab.), Tulle (préfecture de 13 602 hab.) et Ussel (sous-préfecture de près de 9 174 hab.).
Les habitants de Brive-la-Gaillarde sont appelés (officiellement) les « Brivistes ».
Les habitants de Tulle sont les « Tullistes » et ceux d'Ussel les « Usselois » (prononcer ussélois).

### Communes les plus peuplées
| Nom                       | Code Insee | Intercommunalité                        | Superficie (km2) | Population (dernière pop. légale) | Densité (hab./km2) | Modifier                                    |
| ------------------------- | ---------- | --------------------------------------- | ---------------- | --------------------------------- | ------------------ | ------------------------------------------- |
| Brive-la-Gaillarde        | 19031      | CA du Bassin de Brive                   | 48,59            | 46 769 (2022)                     | 963                | modifier les données · modifier les données |
| Tulle                     | 19272      | CA Tulle Agglo                          | 24,44            | 13 602 (2022)                     | 557                | modifier les données · modifier les données |
| Ussel                     | 19275      | CC Haute-Corrèze Communauté             | 50,37            | 9 174 (2022)                      | 182                | modifier les données · modifier les données |
| Malemort                  | 19123      | CA du Bassin de Brive                   | 19,65            | 7 995 (2022)                      | 407                | modifier les données · modifier les données |
| Saint-Pantaléon-de-Larche | 19229      | CA du Bassin de Brive                   | 23,47            | 5 006 (2022)                      | 213                | modifier les données · modifier les données |
| Égletons                  | 19073      | CC de Ventadour - Égletons - Monédières | 16,85            | 4 336 (2022)                      | 257                | modifier les données · modifier les données |
| Ussac                     | 19274      | CA du Bassin de Brive                   | 24,63            | 4 271 (2022)                      | 173                | modifier les données · modifier les données |
| Allassac                  | 19005      | CA du Bassin de Brive                   | 39,01            | 4 050 (2022)                      | 104                | modifier les données · modifier les données |
| Objat                     | 19153      | CA du Bassin de Brive                   | 9,57             | 3 737 (2022)                      | 390                | modifier les données · modifier les données |
| Cosnac                    | 19063      | CA du Bassin de Brive                   | 19,98            | 3 042 (2022)                      | 152                | modifier les données · modifier les données |
| Argentat-sur-Dordogne     | 19010      | CC Xaintrie Val'Dordogne                | 29,57            | 2 857 (2022)                      | 97                 | modifier les données · modifier les données |
| Uzerche                   | 19276      | CC du Pays d'Uzerche                    | 23,85            | 2 806 (2022)                      | 118                | modifier les données · modifier les données |
| Donzenac                  | 19072      | CA du Bassin de Brive                   | 24,24            | 2 714 (2022)                      | 112                | modifier les données · modifier les données |
| Bort-les-Orgues           | 19028      | CC Haute-Corrèze Communauté             | 15,07            | 2 487 (2022)                      | 165                | modifier les données · modifier les données |
| Varetz                    | 19278      | CA du Bassin de Brive                   | 20,38            | 2 436 (2022)                      | 120                | modifier les données · modifier les données |

### Unités urbaines (agglomérations)
Le département comprend neuf unités urbaines : Allassac, Argentat-sur-Dordogne, Bort-les-Orgues, Brive-la-Gaillarde, Égletons, Objat, Tulle, Ussel et Uzerche. Par ailleurs, deux unités urbaines extérieures au département comprennent chacune une commune de la Corrèze : Terrasson-Lavilledieu en Dordogne (commune de Cublac) et Vayrac dans le Lot (commune de Bilhac).

### Aires urbaines et aires d'attraction
Depuis 2020, l'Insee a abandonné la notion d'aire urbaine et lui a substitué celle d'aire d'attraction d'une ville.
Le département possédait trois aires urbaines : Brive-la-Gaillarde, Tulle et Ussel.
Il y a désormais sept aires d'attraction corréziennes : Argentat-sur-Dordogne, Bort-les-Orgues, Brive-la-Gaillarde, Égletons, Tulle, Ussel et Uzerche. De plus, deux aires d'attraction de départements limitrophes englobent plusieurs communes corréziennes : Biars-sur-Cère - Saint-Céré dans le Lot (12 communes) et Saint-Yrieix-la-Perche en Haute-Vienne (2 communes).

## Langues régionales
Jusqu'au XVIe siècle, la langue officielle[à vérifier] est l'occitan. Elle est la langue des premiers troubadours (trobadors en occitan, de trobar, « trouver » — le thème, la rime…).
Le limousin reste la langue orale dominante jusqu'au début du XXe siècle, époque à partir de laquelle le français prend le dessus, notamment par l'interdiction formelle de parler l'occitan à l'école. La langue est donc, dès les années 1930, peu à peu reléguée aux zones les plus rurales, où elle est encore parlée occasionnellement aujourd'hui, surtout par les natifs corréziens de plus de 50 ans.
Les différents dialectes présents sur le territoire corrézien en dehors du limousin, qui est le dialecte majoritaire pour la plus grande partie du département, sont l'auvergnat dans le Nord-Est avec pour communes principales Ussel, Neuvic, Bort-les-Orgues ainsi que le languedocien parlé dans la frange sud du département ; de Chauffour-sur-Vell à Goulles en passant par Beaulieu-sur-Dordogne.
On trouve également une signification occitane dans de nombreux patronymes et dans la majorité des toponymes limousins. La langue a surtout laissé sa trace dans les tournures de phrases (« limousinismes ») des Limousins, ainsi que dans leur accent.

## Personnalités liées au département

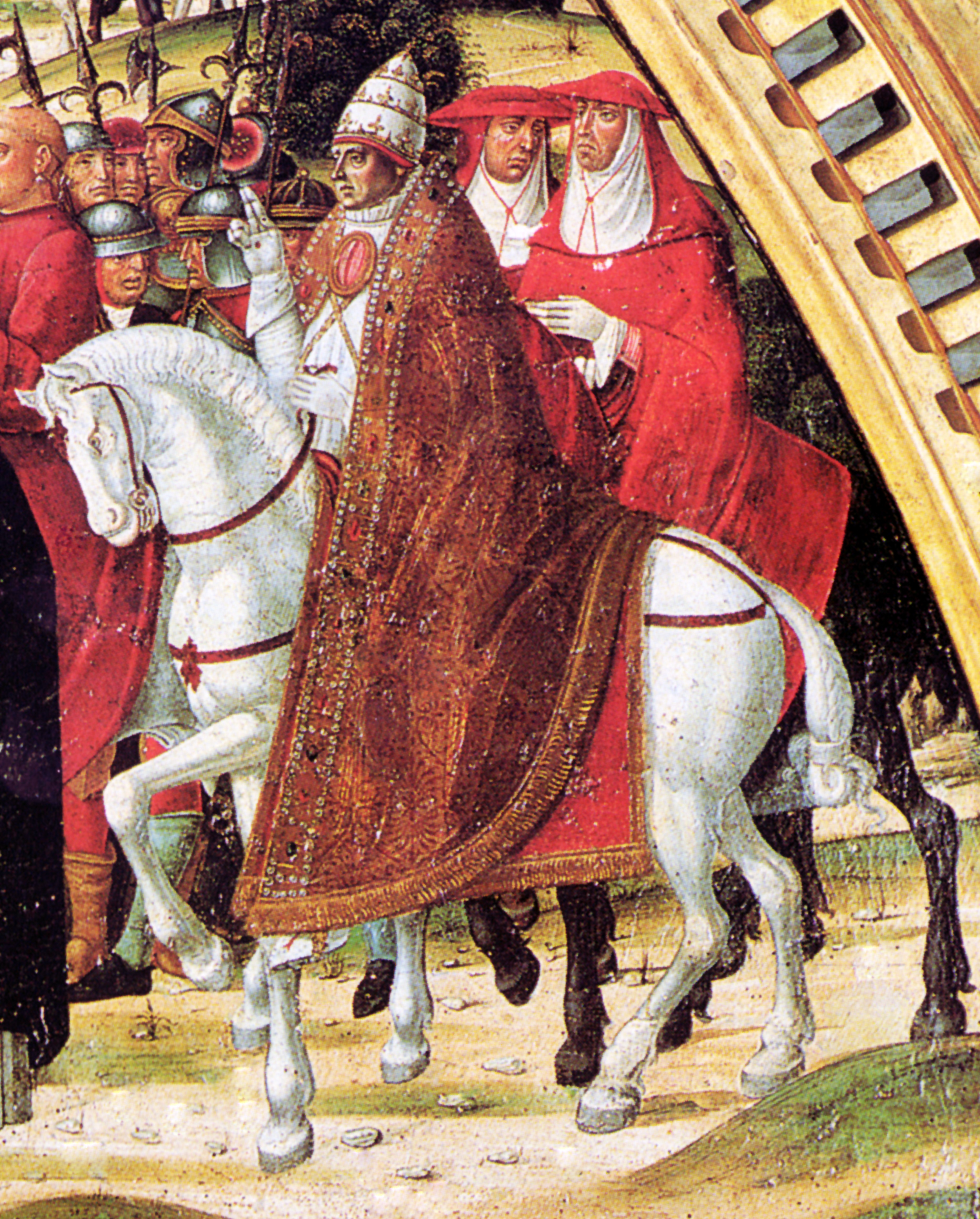
Grégoire XI, né Pierre Roger de Beaufort, dernier pape français.
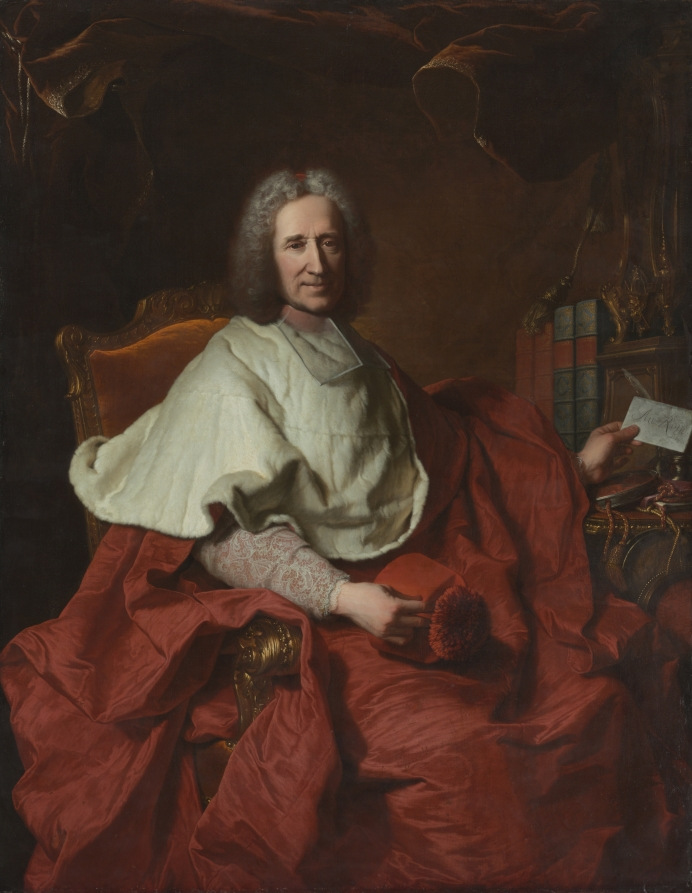
Guillaume Dubois, cardinal, premier ministre sous la Régence.
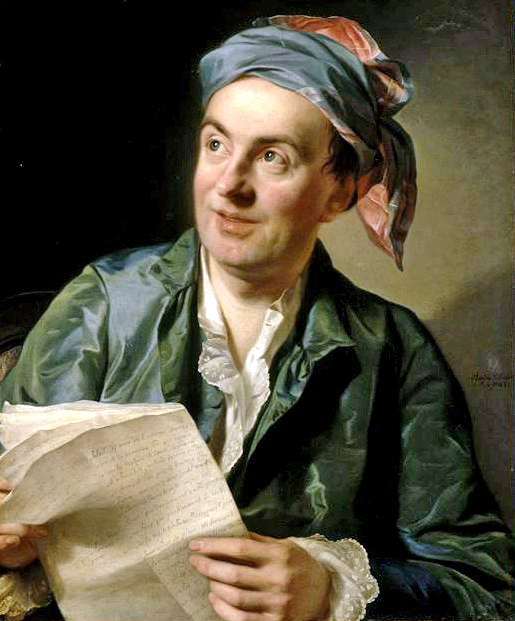
Jean-François Marmontel, encyclopédiste.
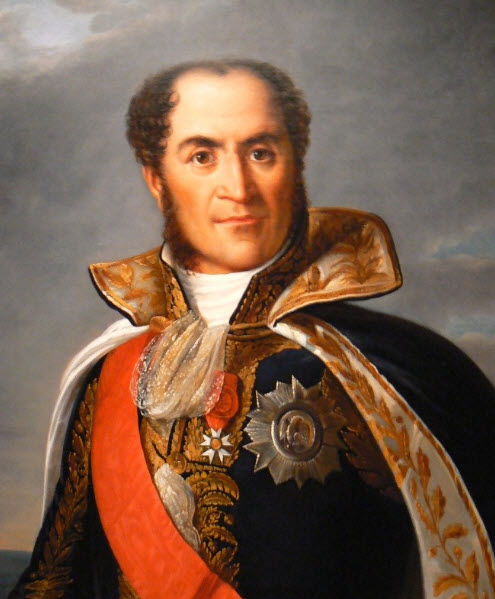
Guillaume Marie-Anne Brune, maréchal d'Empire.

Classement par ordre alphabétique :
- Étienne Aubert (1282-1362), né à Beyssac, 199e pape de l'Église catholique romaine sous le nom de Innocent VI.
- Étienne Baluze (1630-1718), né à Tulle, historiographe, bibliothécaire et juriste, qui fut notamment le bibliothécaire personnel de Colbert.
- Simone de Beauvoir (1908-1986), philosophe, romancière, mémorialiste et essayiste, passe ses vacances d'enfance chez son grand-père à Saint-Ybard et en évoque le souvenir à de multiples reprises dans ses Mémoires d'une jeune fille rangée.
- Jean-Pierre Bechter (1944), né à Ussel, député de la Corrèze (1978-1981 puis 1986-1988).
- Pierre Bergounioux (1949), né à Brive-la-Gaillarde, écrivain.
- Christian Binet (1947), né à Tulle, dessinateur et scénariste de bande dessinée, créateur de la série les Bidochon.
- Lucien Bossoutrot (1890-1958), né à Tulle, aviateur, premier pilote de ligne de l'aviation commerciale en 1919, député (1936-1940).
- Henri de Bournazel (1898-1933), héros de la pacification du Maroc et gouverneur de la région du Tafilalet.
- Guillaume Brune (1763-1815), né à Brive, général de la Révolution, maréchal d'Empire, pair de France, parrain d'Alexandre Dumas.
- Gilbert Bugeac (1901-1976), né à Tulle, entrepreneur et résistant français, Compagnon de la Libération.
- Jean Baptiste Cabanis (1725-1786), né à Yssandon, agronome.
- Pierre Jean Georges Cabanis (1757-1808), né à Cosnac, médecin et député, réformateur de l'enseignement de la médecine en France, membre de l'Académie française.
- Jean Cazeneuve (1915-2005), né à Ussel, philosophe et sociologue, président de l'ORTF puis P-DG de TF1, président de l'Académie des sciences morales et politiques.
- Jean Charbonnel (1927-2014), député de la Corrèze (1962-1978 puis 1986-1993), ministre et maire de Brive-la-Gaillarde (1966-1995).
- Bernadette Chirac (1933), femme politique, épouse du président de la République Jacques Chirac, première dame de France (1995-2007).
- Jacques Chirac (1932-2019), député de la Corrèze (1967-1986 et 1988-1995), président du Conseil général de la Corrèze (1970-1979), président de la République (1995-2007).
- Marcel Conche (1922-2022), né à Altillac, philosophe, professeur émérite à l'université Paris I.
- Arnaud Costes (1973), né à Tulle, joueur international de rugby à XV.
- Henri Cueco (1929-2017), né à Uzerche, peintre et écrivain.
- Jacques Delors (1925-2023), originaire du Lonzac, ministre (1981-1984), président de la Commission européenne (1985-1995).
- Sophie Dessus, (1955-2016), femme politique, maire d'Uzerche et députée de la Corrèze (2012-2016).
- Suzanne Lacore (1875-1975), née à Beyssac, femme politique socialiste, une des trois premières femmes ministre d'un gouvernement français.
- Amédée Domenech (1933-2003), joueur international de rugby à XV, joueur emblématique du CA Brive dont le stade porte son nom.
- Thomas Domingo (1985), né à Tulle, joueur international de rugby à XV.
- Cardinal Guillaume Dubois (1656-1723), né à Brive-la-Gaillarde, Premier ministre sous la Régence de Philippe d'Orléans, dont le nom et la politique ont inspiré la chanson enfantine Il court, il court, le furet.
- Claude Duneton (1935-2012), né à Lagleygeolle, écrivain.
- Léon Eyrolles (1861-1945), né à Tulle, entrepreneur et homme politique, fondateur des Éditions Eyrolles.
- Adrien Faure (1905-1981), né à Ussel, résistant à l'occupant nazi, membre du mouvement « Combat » pendant la Seconde Guerre mondiale.
- Antoinette Feuerwerker (1912-2003), juriste, épouse de David Feuerwerker, résistante membre du mouvement « Combat ».
- David Feuerwerker (1912-1980), époux d'Antoinette Feuerwerker, rabbin de Brive et de la Corrèze, résistant membre du mouvement « Combat ».
- Eugène Freyssinet (1879-1962), né à Objat, ingénieur des ponts et chaussées, inventeur du béton précontraint.
- Cédric Heymans (1978), né à Brive-la-Gaillarde, joueur international de rugby à XV.
- François Hollande (1954), député de la Corrèze (1988-1993, 1997-2012 et depuis le 7 juillet 2024), président du conseil général de la Corrèze (2008-2012), maire de Tulle (2001-2008), président de la République (2012-2017).
- Henry de Jouvenel (1876-1935), journaliste, diplomate et homme politique, sénateur de la Corrèze, propriétaire du château de Castel Novel de Varetz.
- Renaud de Jouvenel (1907-1982), écrivain, éditeur et polémiste, propriétaire du château de Castel Novel.
- Laurent Koscielny (1985), né à Tulle, joueur international de football.
- François Labrousse (1878-1951), sénateur de la Corrèze (1921-1941 puis 1948-1951) et député de la Corrèze (1944-1945).
- André Lajoinie (1929), né à Chasteaux, homme politique, membre du Parti communiste français et candidat à l'élection présidentielle en 1988.
- Famille de Lasteyrie du Saillant.
- Maison de La Tour d'Auvergne, vicomtes de Turenne.
- Pierre-André Latreille (1762-1833), né à Brive-la-Gaillarde, entomologiste, membre de l'Académie des sciences et professeur au Muséum national d'histoire naturelle.
- Roger Lescure (1912-2009), né à Albussac, résistant des Forces françaises de l'intérieur.
- Maison de Limoges, notamment à travers les branches des vicomtes de Comborn et de Ventadour.
- Henri Magne (1953-2006), né à Brive-la-Gaillarde, double vainqueur du rallye Paris-Dakar.
- André Malraux (1901-1976), membre de la résistance en Corrèze, ministre de la Culture du général de Gaulle, écrivain.
- Benoît Mandelbrot (1924-2010), mathématicien, réfugié en Corrèze pendant la Seconde Guerre mondiale, élève au lycée Edmond-Perrier de Tulle.
- Adolphe Marbot (1781-1844), né à Altillac, général français.
- Jean-Antoine Marbot (1754-1800), né à Altillac, homme politique et général français, député de la Corrèze et président du Conseil.
- Marcellin Marbot (1782-1854), né à Altillac, général français, auteur des célèbres Mémoires du Général Marbot.
- Jean-François Marmontel (1723-1799), né à Bort-les-Orgues, encyclopédiste, historien, conteur, romancier, grammairien, poète, dramaturge et philosophe.
- Jean-Paul Michel (1948), né à La Roche-Canillac, poète, critique littéraire et éditeur.
- Claude Michelet (1938-2022), né à Brive-la-Gaillarde, fils d'Edmond Michelet, écrivain, auteur notamment de Des grives aux loups.
- Edmond Michelet (1889-1970), résistant, député de la Corrèze (1945-1951), ministre, père de Claude Michelet, mort à Brive-la-Gaillarde.
- Richard Millet (1953), né à Viam, écrivain et éditeur.
- Marie-Anne Montchamp (1957), née à Tulle, femme politique, secrétaire d'État (2010-2012).
- Bernard Murat (1946-2018), homme politique, maire de Brive (1995-2008), député (1993-1997), sénateur (1998-2008).
- Marie-Thérèse Nguyễn Hữu Thị Lan (1914-1963), dernière impératrice consort de la dynastie Nguyễn qui régna sur l'Empire d'Annam, morte à Chabrignac.
- Robert Nivelle (1856-1924), né à Tulle, généralissime, commandant en chef des armées françaises pendant la Première Guerre mondiale.
- Maison de Noailles, ducs de Noailles et d'Ayen.
- Étienne d'Obazine (~1085-1159), né à Bassignac, fondateur et premier abbé de l'abbaye d'Aubazine.
- Alain Penaud (1969), né à Juillac, joueur international de rugby à XV.
- Damian Penaud (1996), né à Brive-la-Gaillarde, joueur international de rugby à XV, fils d'Alain Penaud.
- Edmond Perrier (1844-1921), né à Tulle, anatomiste et zoologiste, membre de l'Académie des Sciences, président de la Société zoologique de France et de la Société nationale de protection de la nature, directeur du Muséum national d'histoire naturelle.
- Michel Peyramaure (1922-2023), né à Brive-la-Gaillarde, écrivain.
- Johannès Plantadis (1864-1922), né à Tulle, archéologue, ethnologue, historien et journaliste.
- PNL (groupe de rap), pseudonyme de Tarik et Nabil Andrieu qui ont passé leur adolescence à Brive-la-Gaillarde.
- Henri Queuille (1884-1970), né à Neuvic, ministre, président du Conseil à trois reprises sous la IVe République.
- Pierre Roger (1291-1352), né à Rosiers-d'Égletons, 198e pape de l'Église catholique romaine sous le nom de Clément VI.
- Pierre Roger de Beaufort (1329-1378), né à Rosiers-d'Égletons, 201e pape sous le nom de Grégoire XI, dernier pape en Avignon et dernier pape français.
- Éric Rohmer (1920-2010), né à Tulle, cinéaste.
- Jean Joseph François de Sahuguet d'Amarzit de Laroche (1756-1802), né à Brive-la-Gaillarde, général d'Empire.
- Fabien Sanconnie (1995), né à Larche, joueur international de rugby à XV.
- René Schérer (1922-2023), né à Tulle, universitaire et philosophe.
- Patrick Sébastien (1953), né à Brive-la-Gaillarde, homme de télévision, chanteur.
- Jean Ségurel (1908-1978), né et mort à Chaumeil, accordéoniste, compositeur et chef d'orchestre.
- Laurent Seigne (1960), né à Tulle, joueur international de rugby à XV, entraîneur de l'équipe du CA Brive, champion d'Europe de rugby en 1997.
- Christian Signol, écrivain, auteur notamment de La Rivière Espérance, installé à Brive-la-Gaillarde.
- René Teulade (1931-2014), né à Monceaux-sur-Dordogne, ministre des Affaires sociales (1992-1993), sénateur de la Corrèze (2008-2014), maire d'Argentat (1989-2014).
- Raymond Faro (1909-1944), militaire et résistant, responsable départemental puis régional de l'Armée Secrète, fusillé à Tulle.
- Thérèse Menot (1923-2009), née à Cosnac, résistante et militante des droits humains.
- Denis Tillinac (1947-2020), écrivain et journaliste, originaire d'Auriac et membre de l'École de Brive.
- Marcel Treich-Laplène (1860-1890), né à Ussel, premier explorateur de la Côte d'Ivoire.
- Jean-Baptiste Treilhard (1742-1810), né à Brive-la-Gaillarde, juriste, révolutionnaire, député aux États généraux de 1789, président de l'Assemblée nationale constituante, président de la Convention nationale lors du procès de Louis XVI, membre du Comité de salut public, président du Conseil des Cinq-Cents, membre du Directoire, comte de l'Empire.
- Pierre Tornade (1930-2012), né à Bort-les-Orgues, acteur, grande figure des seconds rôles du cinéma français et du monde du doublage, célèbre pour son apparition dans la série de films La 7e compagnie.
- Marius Vazeilles (1881-1973), mort à Meymac, expert forestier, syndicaliste, homme politique et archéologue.
- Bernart de Ventadour (1125-1195), né à Ventadour, un des plus célèbres troubadours.
- Frédéric Vidalens (1925-2004), né à Brive-la-Gaillarde, peintre.
- Cédric Villani (1973), né à Brive-la-Gaillarde, mathématicien, lauréat de la médaille Fields, homme politique.
- Pierre Villepreux (1943), né à Pompadour, joueur international de rugby à XV, puis entraîneur du XV de France.
- Rose Warfman (1916-2016), sœur d'Antoinette Feuerwerker, résistante, membre du mouvement « Combat », déportée à Auschwitz.
- Dimitri Yachvili (1980), né à Brive-la-Gaillarde, joueur international de rugby à XV, fils de Michel Yachvili.
- Michel Yachvili (1946), joueur international de rugby à XV au SC Tulle puis au CA Brive[12].
- Varg Vikernes (1973), figure majeure de la scène black metal norvégienne réside actuellement en Corrèze avec sa femme sous le nom de Louis Cachet. Il a été interpellé à son domicile de Salon-la-Tour en 2013 pour suspicion d'activités terroristes et possession illégale d'armes à feu[13],[14].

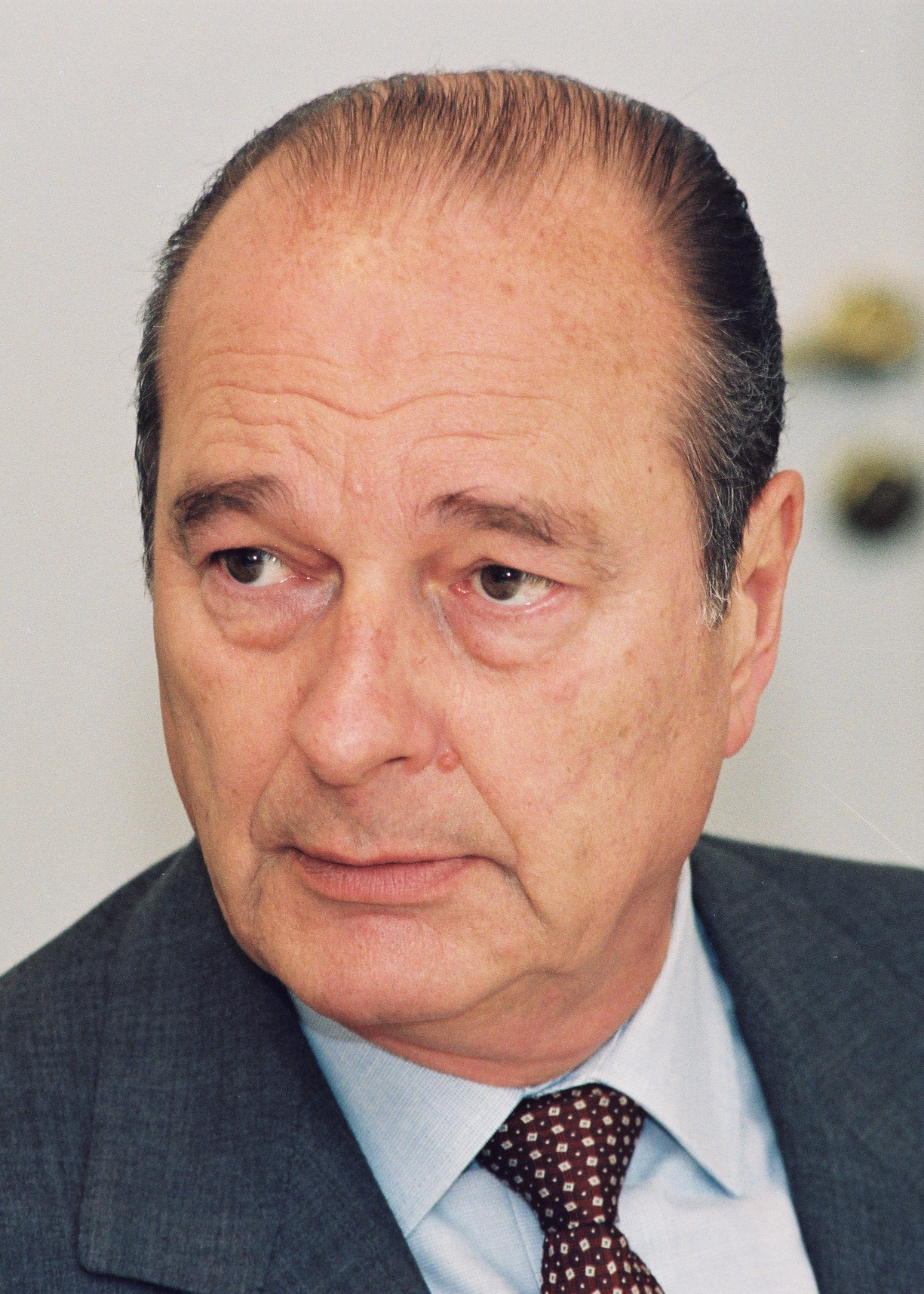
Jacques Chirac, 22e président de la République, ancien député de la Corrèze.
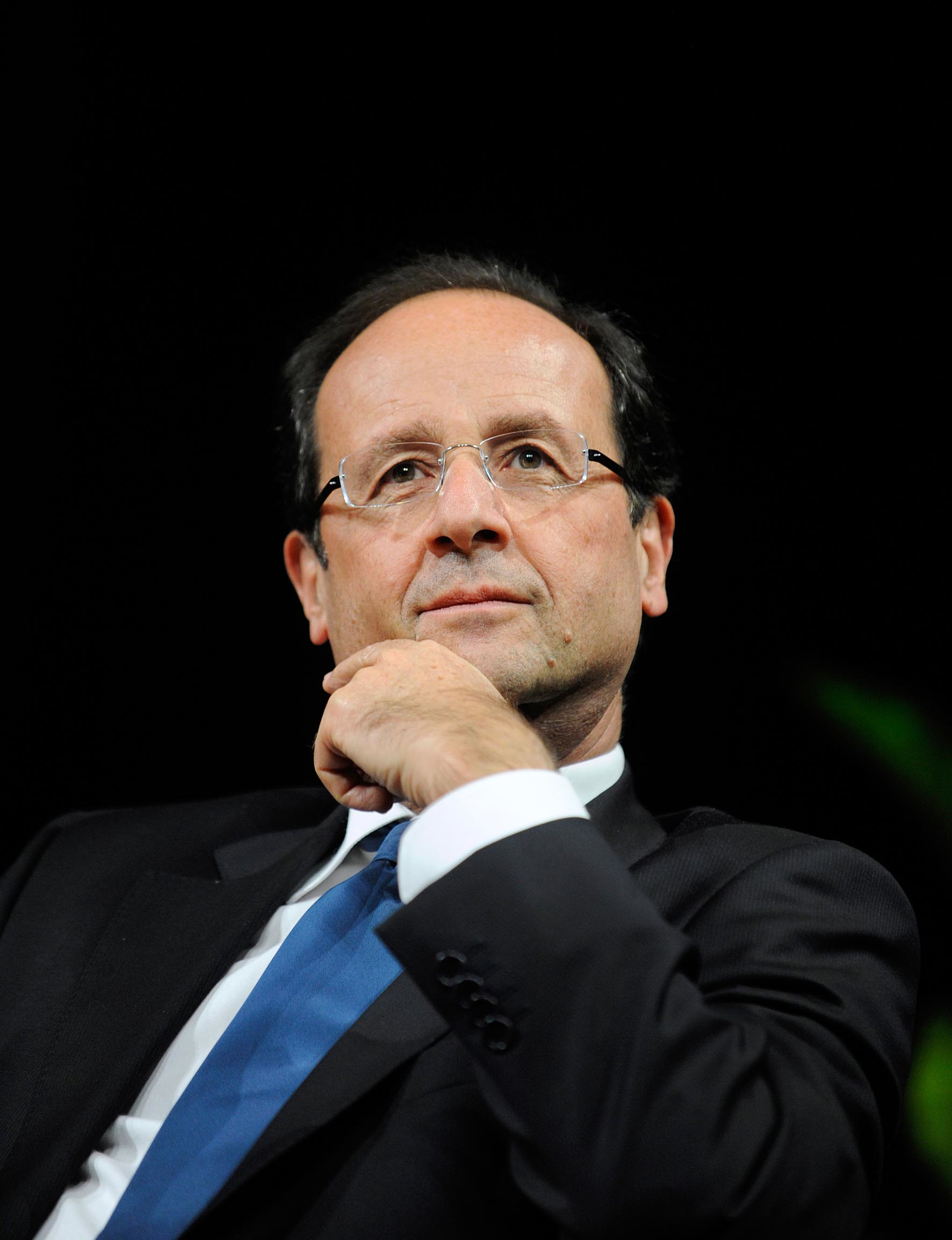
François Hollande, 24e président de la République, ancien maire de Tulle.
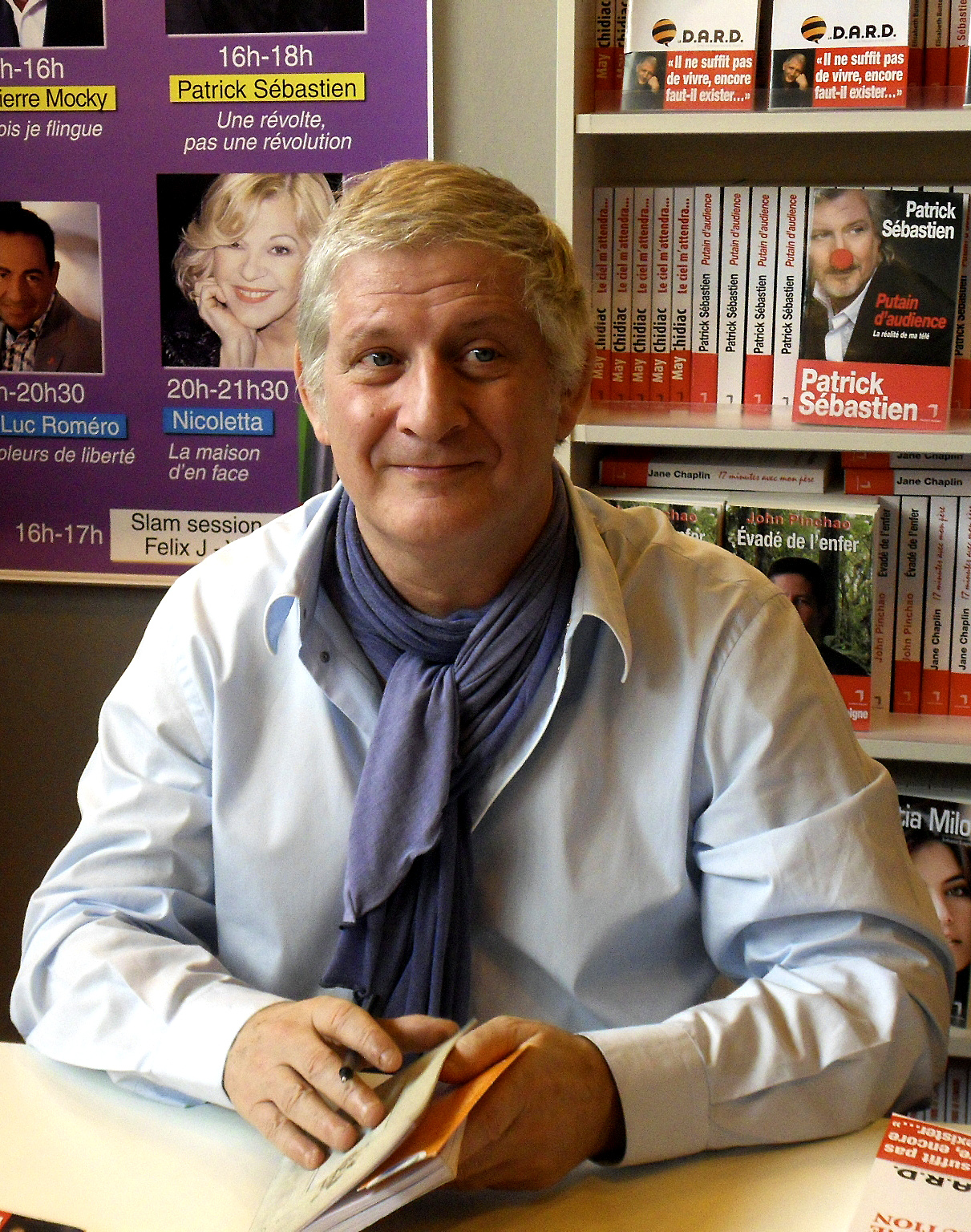
Patrick Sébastien, homme de télévision, ancien président du CA Brive.

## Sports

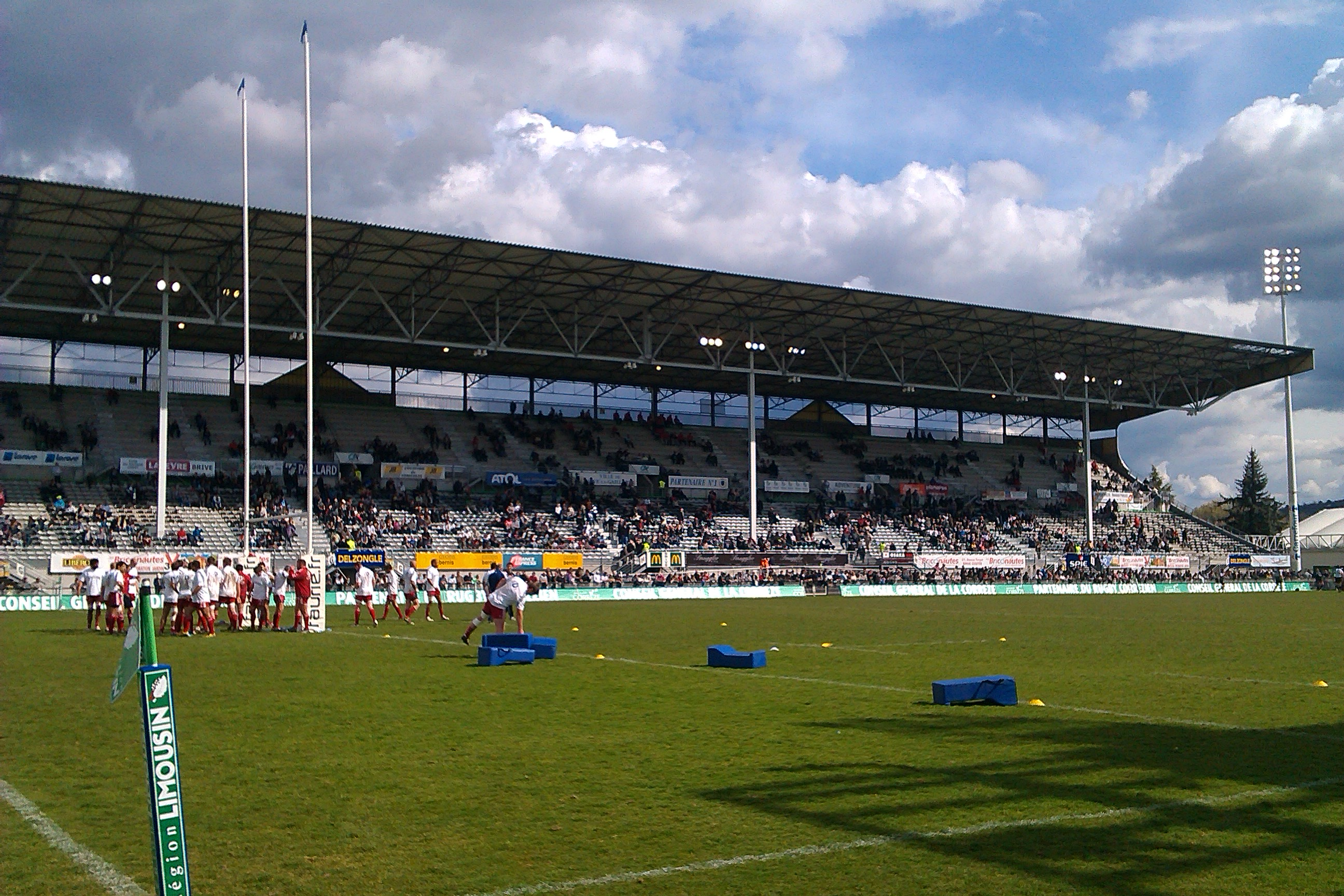
Le CA Brive en 2012-2013, vice-champion de Pro D2 (ici face à Dax)

La Corrèze est un département propice à l'activité des sports de nature : deltaplane, parapente, canoë-kayak, VTT, randonnée pédestre, etc.
Elle accueille de nombreux évènements sportifs, notamment des épreuves cyclistes professionnelles. Le Tour de France, le Tour du Limousin, le Paris-Corrèze empruntent les routes vallonnées et sinueuses du département.
Le CA Brive Corrèze Limousin est le club phare du département, actuellement en championnat Pro D2 de rugby ; on peut citer également le Sporting club tulliste Corrèze et l'Entente vigilante Malemort Brive olympique.

## Tourisme

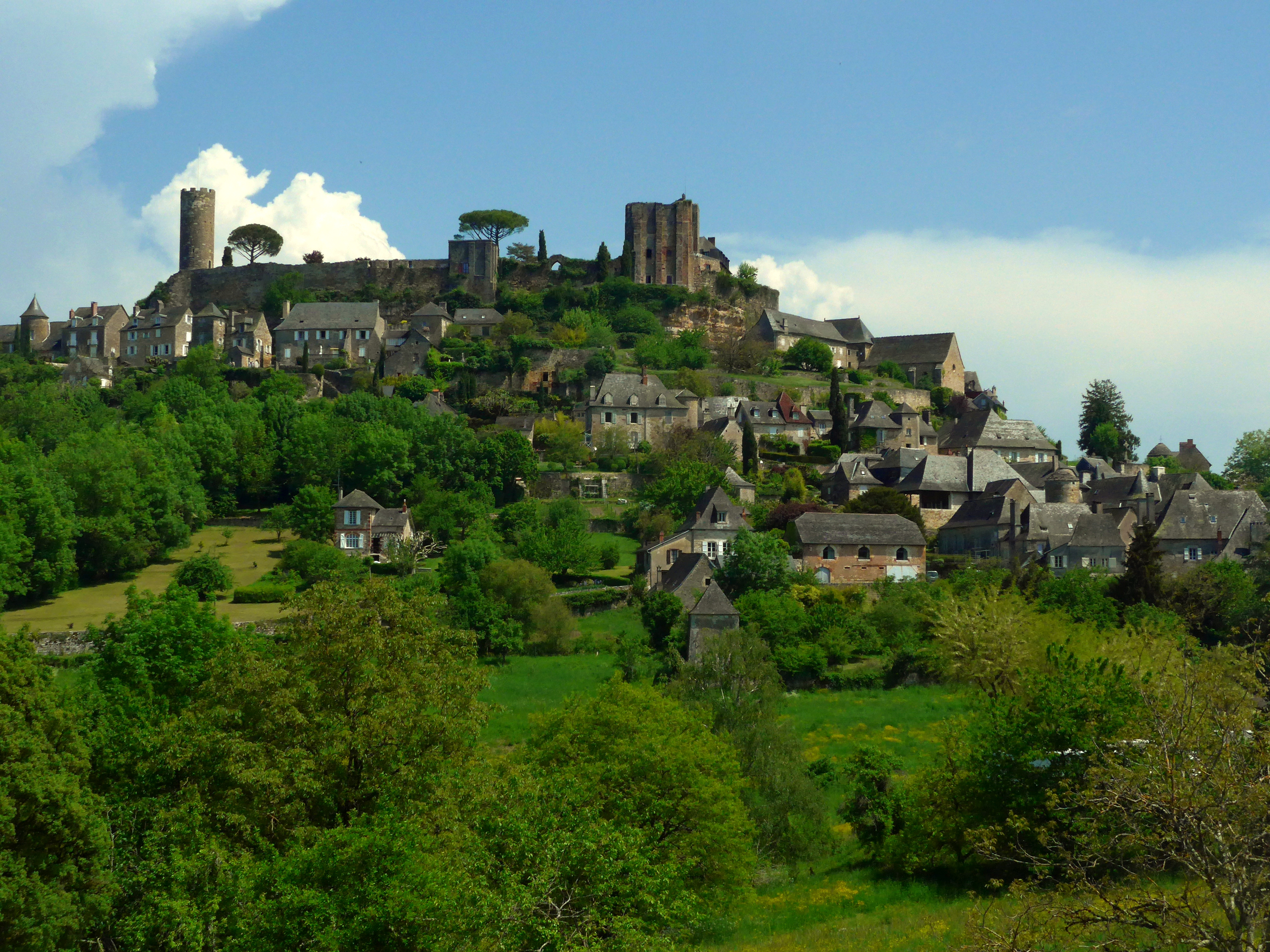
Le village de Turenne dominé par son château.

Plusieurs villages de la Corrèze, principalement situés dans la partie Sud, dans le bassin de la Dordogne, sont particulièrement remarquables : Collonges-la-Rouge, Curemonte, connus pour leurs pierres rouges, Turenne, Argentat-sur-Dordogne. Uzerche, sur la Vézère, est aussi célèbre.
Cinq villages corréziens sont classés parmi Les Plus Beaux Villages de France : Collonges-la-Rouge, Curemonte, Saint-Robert, Ségur-le-Château, Turenne.
De nombreux châteaux parsèment le département.
La haute Corrèze, du plateau de Millevaches et du massif des Monédières aux gorges de la Dordogne, est davantage connue pour ses grands espaces naturels propices à l'exploration, à la randonnée, et aux sports de pleine nature. Tourbières, landes et forêts, mais aussi cours d'eau et moyenne-montagne offrent ainsi une importante diversité de paysages.
Le pays de Tulle offre un paysage de vallées assez encaissées, dont les nombreux cours d'eau constituent un domaine de pêche très apprécié. Une petite partie du sud du département est occupée par l'extrémité nord des causses du Quercy (causse corrézien). S'y trouvent un des rares gouffres du Limousin — le gouffre de la Fage — et le célèbre lac du Causse.

### Les résidences secondaires
Selon le recensement général de la population du 1er janvier 2008, 15,0 % des logements disponibles dans le département étaient des résidences secondaires.
Ce tableau indique les principales communes de Corrèze dont les résidences secondaires et occasionnelles dépassent 10 % des logements totaux en 2008 :
| Ville                  | Population municipale | Nombre de logements | Résidences secondaires | % rés. secondaires |
| ---------------------- | --------------------- | ------------------- | ---------------------- | ------------------ |
| Marcillac-la-Croisille | 834                   | 819                 | 392                    | 47,84 %            |
| Liginiac               | 629                   | 597                 | 218                    | 41,14 %            |
| Soursac                | 488                   | 530                 | 218                    | 41,14 %            |
| Treignac               | 1 390                 | 1 246               | 475                    | 38,15 %            |
| Peyrelevade            | 825                   | 591                 | 220                    | 37,25 %            |
| Bugeat                 | 907                   | 725                 | 255                    | 35,21 %            |
| Chamberet              | 1 316                 | 1 016               | 326                    | 32,11 %            |
| Altillac               | 843                   | 655                 | 196                    | 29,98 %            |
| Le Lonzac              | 827                   | 687                 | 204                    | 29,76 %            |
| Neuvic                 | 1 872                 | 1 277               | 360                    | 28,19 %            |
| Beynat                 | 1 233                 | 827                 | 233                    | 28,17 %            |
| Corrèze                | 1 175                 | 811                 | 215                    | 26,56 %            |
| Juillac                | 1 182                 | 764                 | 191                    | 25,02 %            |
| Beaulieu-sur-Dordogne  | 1 296                 | 872                 | 202                    | 23,20 %            |
| Meymac                 | 2 625                 | 1 792               | 397                    | 22,15 %            |
| Argentat-sur-Dordogne  | 3 079                 | 1 965               | 297                    | 15,12 %            |
| Bort-les-Orgues        | 3 194                 | 2 248               | 264                    | 11,75 %            |
| Égletons               | 4 396                 | 2 377               | 256                    | 10,79 %            |

## Philatélie
Le patrimoine corrézien apparaît sur plusieurs timbres-poste :
- 1955 : Uzerche
- 1976 : Ussel
- 1978 : Église abbatiale d'Aubazine
- 1982 : Collonges-la-Rouge
- 1988 : Château de Sédières
- 1994 : Argentat-sur-Dordogne
- 1995 : Corrèze en Corrèze
- 1999 : Arnac-Pompadour